# Charlie Spedding
Charlie Spedding (Reino Unido, 19 de mayo de 1952) es un atleta británico retirado, especializado en la prueba de maratón en la que llegó a ser medallista de bronce olímpico en 1984.

## Carrera deportiva
En los JJ. OO. de Los Ángeles 1984 ganó la medalla de bronce en la maratón, recorriendo los 42,195 km en un tiempo de 2:09:58 segundos, llegando a meta tras el portugués Carlos Lopes que con 2:09:21 segundos batió el récord olímpico, y el irlandés John Treacy.